# Aubevoye
Aubevoye – miejscowość i dawna gmina we Francji, w regionie Normandia, w departamencie Eure. W 2013 roku jej populacja wynosiła 5120 mieszkańców. Przez miejscowość przepływa Sekwana.
W dniu 1 stycznia 2016 roku z połączenia trzech ówczesnych gmin – Aubevoye, Sainte-Barbe-sur-Gaillon oraz Vieux-Villez – utworzono nową gminę Le Val d’Hazey. Siedzibą gminy została miejscowość Aubevoye.